# Стеван Карапанџић
Стеван Карапанџић (Краљево, 1. август 2001) српски је кошаркаш. Игра на позицији плејмејкера, а тренутно наступа за Слогу.

## Каријера

### Клупска
Карапанџић је прве кошаркашке кораке направио у краљевачком клубу Плеј. Крајем лета 2016. године прикључио се млађим категоријама Партизана. Дана 25. октобра 2018. године прешао је у јуниорски тим Црвене звезде. Са црвено-белима је у сезони 2018/19. освојио национално првенство у јуниорској конкуренцији.
Дана 27. новембра 2019. објављено је да је Карапанџић потписао трогодишњи уговор са чачанским Борцем. Касније је наступао за краљевачку Слогу и шпанску Фибви Палму.
У децембру 2022. потписао је за Златибор. Међутим, већ почетком јануара 2023. преселио се у Спарсе из Сарајева. Сезону 2023/24. провео је у Новом Пазару. У лето 2024. вратио се у Слогу.

### Репрезентативна
Са кадетском репрезентацијом Србије освојио је бронзану медаљу на Европском првенству 2017. године.

## Успеси

### Репрезентативни
- Европско првенство до 16 година:  2017.